# Descurainia incana
Descurainia incana là một loài thực vật có hoa trong họ Cải. Loài này được (Bernh. ex Fisch. & C.A.Mey.) Dorn mô tả khoa học đầu tiên năm 1988.